# Râul Scărișoara, Suseni
Râul Scărișoara este un curs de apă, afluent al râului Suseni. 